# Blackburn Lincock
Il Blackburn F.2 Lincock fu un biplano da caccia leggero monoposto prodotto in piccola serie dall'azienda britannica Blackburn Aircraft Limited negli anni venti.

## Storia del progetto
Nel 1927 la Blackburn progettò su propria iniziativa un caccia leggero biplano con l'intenzione di proporlo sul mercato internazionale. Equipaggiato con un motore radiale Armstrong Siddeley Lynx IVC, il prototipo, designato Blackburn F.2 Lincock, era realizzato con struttura in legno e venne completato verso la fine dello stesso anno. Portato in volo la prima volta nel maggio 1928 si dimostrò capace di ottenere prestazioni per quell'epoca impressionanti raggiungendo la velocità di 160 mph (257,5 km/h) ma nonostante ciò non riuscì ad ottenere alcun ordine.
Il governo canadese manifestò un interesse nel progetto ma si rese necessaria una sua parziale riprogettazione. Il Lincock II, come venne ridisegnato il prototipo, venne realizzato nel 1929 con struttura completamente metallica adottando anche un nuovo carrello d'atterraggio, caratterizzato dalle gambe di forza separate, e dallo spostamento dell'ala inferiore. Fu provato in Canada in Camp Borden nel 1930 che ne pensava l'impiego in qualità di addestratore avanzato ma neanche tale variante raccolse alcun ordine. In seguito venne utilizzato per alcune esibizioni acrobatiche nel 1933 e 1934.
L'ultima versione fu il Lincock III prodotta in 5 esemplari, due consegnati alla Repubblica di Cina, due al Giappone e uno mantenuto per scopi dimostrativi. L'interesse da parte italiana si tradusse nell'acquisto da parte della S.A. Piaggio & C. della licenza per la produzione della versione biposto come addestratore acrobatico. Solo un Piaggio P.11 venne costruito.

## Varianti
Lincock Iprototipo realizzato con struttura in legno, unico esemplare.
Lincock IIsviluppo del Lincock I realizzato con struttura metallica, unico esemplare.
Lincock IIIversione da produzione, 5 esemplari.
Piaggio P.11variante addestratore acrobatico biposto, unico esemplare costruito in Italia dalla Piaggio.

## Utilizzatori
Cina
- Chung-Hua Min-Kuo K'ung-Chün

operò con due esemplari di Lincock III.
 Giappone
- Dai-Nippon Teikoku Rikugun Kōkū Hombu

operò con due esemplari di Lincock III.